# Ruth Sager

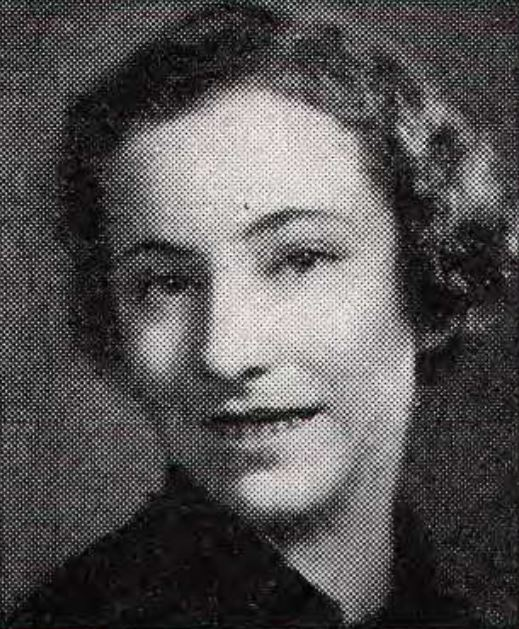
Ruth Sager, um 1934

Ruth Sager (* 7. Februar 1918 in Chicago, Illinois, USA; † 29. März 1997 in Brookline (Massachusetts), USA) war eine US-amerikanische Genetikerin und Hochschullehrerin.

## Leben und Werk
Sager war eine von drei Töchtern des Geschäftsmanns Leon Sager und Deborah Borovik Sager, die 1918 während der Grippeepidemie starb. Mit 16 Jahren erhielt sie ihren Schulabschluss an der New Trier High School in Winnetka (Illinois) und begann an der University of Chicago ihr Biologiestudium. Sie erwarb dort 1938 den Bachelor-Abschluss und verbrachte die Kriegsjahre zunächst als Sekretärin und später in einem Graduiertenprogramm an der Rutgers University, wo sie an einem Kriegsforschungsprojekt teilnahm. Dort erwarb sie 1944 den Master-Abschluss in Pflanzenphysiologie. Sie promovierte 1948 bei Marcus Morton Rhoades zur Genetik von Mais an der Columbia University. Als Assistentin bei Sam Granick in der biochemischen Abteilung des Rockefeller Institute forschte sie dann im Bereich Genetik, was zu ihrer Folgerung führte, dass sich nicht-chromosomale Gene möglicherweise vor DNA-Chromosomen entwickeln und dass sie dem frühen zellulären Leben eher ähneln. Saga wurde 1955 wissenschaftliche Mitarbeiterin an der Columbia University und 1966 wurde sie zur Professorin für Biologie am Hunter College der City University of New York ernannt. Im Jahr 1972 forschte sie mit einem Guggenheim-Forschungsstipendium am Imperial Cancer Research Fund Laboratory in London. 1975 wurde sie eine der ersten ordentlichen Professorinnen an der Harvard University und begann als Leiterin der Abteilung für Krebsgenetik am Dana-Farber Cancer Institute in Boston zu arbeiten. Sager untersuchte, wie Krebszellen wachsen, sich vermehren und die chromosomale Stabilität beeinträchtigen, und stellte die Theorie auf, dass Tumorsuppressor-Gene die Geheimwaffe sein könnten, die das Wachstum von Krebs stoppt.

## Forschung zu extrachromosomaler Vererbung und Tumorsuppressorgenen
1953 entdeckte sie in der Alge Chlamydomonas ein zweites genetisch übertragendes System, welches nicht auf den Chromosomen der Alge lokalisiert ist. Dieses Gen steuert die Empfindlichkeit der Zelle gegenüber dem Antibiotikum Streptomycin. Ihre Experimente zeigten, dass die vielen nichtchromosomalen Gene in Chlamydomonas von beiden Partnern bei der sexuellen Fortpflanzung weitergegeben werden konnten. In den 1960er Jahren zeigten die von ihr inspirierten Forschungen, dass Chloroplasten und Mitochondrien in Zellen von Organismen in der gesamten Evolutionskette genetisches Material enthalten, das anscheinend Proteine und andere Substanzen synthetisiert und ihre eigene Entwicklung weitgehend reguliert. Ihre Forschung wurde in den ersten Jahren der Molekulargenetik sehr einflussreich durch ihr Lehrbuch Cell Heredity, welches sie 1961 mit Francis Joseph Ryan veröffentlichte.
Nachdem sie gezeigt hatte, dass das uniparentale genetische System neben dem Kerngenom existiert, untersuchte Ruth Sager in den 1960er und frühen 1970er Jahren den Mechanismus für die uniparentale Vererbung von Chloroplastengenen. Ihr zweites Buch Cytoplasmic Genes and Organelle veröffentlichte sie 1972.
Sager war eine der ersten Forscherinnen, die den Eingriff von Tumorsuppressorgenen nachwies, mehr als 100 identifizierte und dokumentierte, wie ihre Expression während des karzinogenen Prozesses abnahm und wie dies mit der Zelltransformation zusammenhing, insbesondere bei Brustkrebs.
Sie untersuchte die Rolle von Mutationen in Suppressorgenen, die ihre Einschränkung der Zellreproduktion neutralisierten. Sie stellte ferner die Hypothese auf, dass Gene normaler Zellen, die zu kontrolliertem Wachstum und kontrollierter Replikation beitrugen, diese Funktion durch regulatorische Veränderungen verlieren könnten, die ihre Expression reduzierten. Sie und ihre Forschungsgruppe identifizierten mehrere Gene, deren mRNA-Spiegel in Brustkrebszellen stark reduziert waren. Sager nannte dieses Phänomen Expressionsgenetik.
Trotz des damals stark ausgeprägten Interesses an Onkogenen vertrat Sager die Vorstellung, dass die Tumorentstehung eher multigenetisch sei. Eine Reihe von Experimenten mit Zellhybriden oder Cybriden, die zur Unterdrückung des Phänotyps der Tumorzelle führten, stützte stark ihre Vermutung, dass Suppressorgene wichtig sind und wahrscheinlich mehrere solcher Gene beteiligt sind.
Sager heiratete 1944 den Ökonomen Seymour Melman und 1973 den Biochemiker Arthur B. Pardee. Sie starb im Alter von 79 Jahren in ihrem Haus in Brookline an Blasenkrebs.

## Ehrungen
- 1972: Guggenheim-Stipendium[5]
- 1977: Gewähltes Mitglied der National Academy of Sciences[6]
- 1979: Gewähltes Mitglied der American Academy of Arts and Sciences
- 1985: Outstanding Investigator Award, National Cancer Institute
- 1988: Gilbert-Morgan-Smith-Medaille, National Academy of Sciences[7]
- 1990: Prinzessin-Takamatso-Dozentin in Japan
- 1992: Princess Takamatsu Award, Japan
- 1994: Alumna of the Year, University of Chicago

## Mitgliedschaften (Auswahl)
- International Society for Cell Biology
- American Society for Cell Biology
- Genetics Society of America
- American Society of Naturalists
- American Society of Biological Chemists and Molecular Biologists

## Veröffentlichungen (Auswahl)
- mit Francis J Ryan: Cell heredity. John Wiley & Sons Ltd, 1961, ISBN 978-1-114-48632-4.